# アシックス
株式会社アシックスは、兵庫県神戸市中央区に本社を置く、競技用シューズやスニーカー、アスレチックウェアなどを製造、販売する日本の多国籍企業。
1949年、鬼塚喜八郎が神戸市に鬼塚商会（おにつかしょうかい）を設立、同年改組し鬼塚株式会社（後のオニツカ株式会社）が設立される。1977年、株式会社ジィティオ（1948年設立）、ジェレンク株式会社（1952年設立）の3社と対等合併し、株式会社アシックスが発足。

## 概要

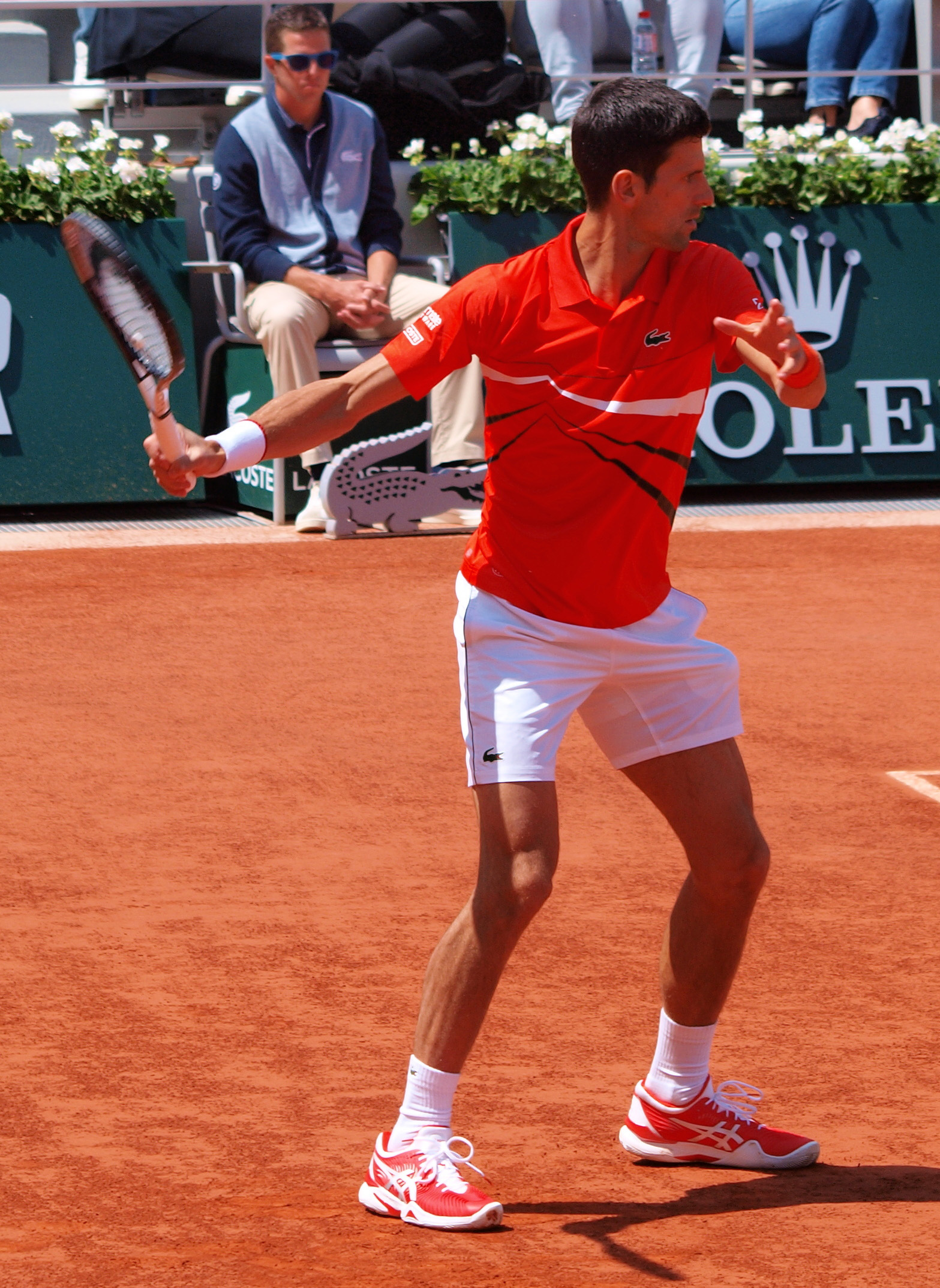
アシックスのテニスシューズを使用するノバク・ジョコビッチ。

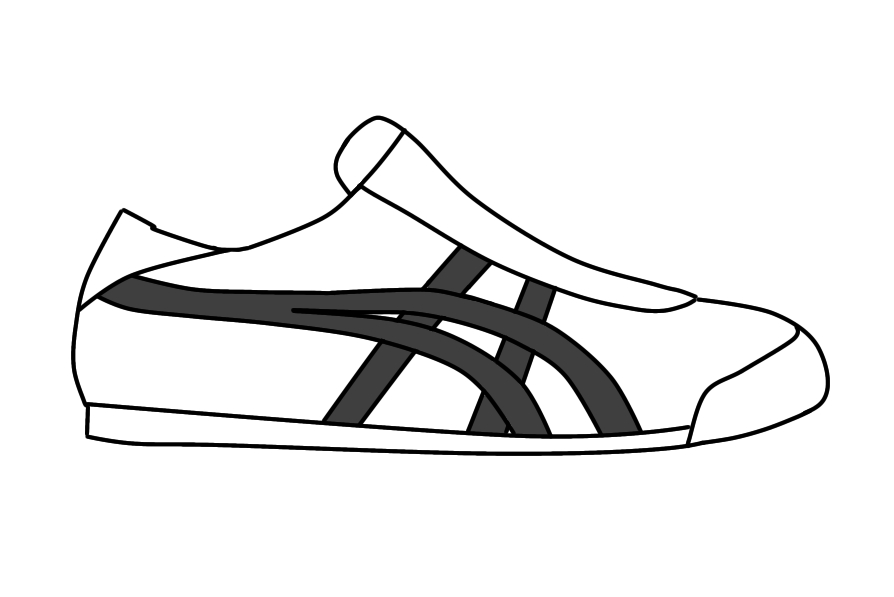
シューズに施されるアシックスストライプ（オニツカタイガーストライプ、タイガーストライプとも）の模式図。1966年の誕生当時の呼称はメキシコライン。商標登録:第5044248号ほか。

スポーツシューズに強みを持ち、とりわけマラソン競技、バレーボールなどでは高いブランド力を持つ。現在では日本国内の同業界内で売上高一位を誇る。海外売上は年々拡大しており、2015年には海外売上比率76％を達成する等、グローバル企業として高い知名度を誇る。
ブランドコンサルティング会社インターブランドが発表した、日本発のグローバル・ブランド価値評価ランキング「Japan’s Best Global Brands 2016」では、17位に選出された。
オニツカタイガーは、レトロな雰囲気からファッションアイテムとしての人気を呼び、2002年にブランドが復活して一般向けシューズのブランドとして製造販売されている。また1980年代や1990年代にスポーツシューズの代名詞として使われたアシックスタイガーも2015年に復活し、当時使われたハイテク素材に加えファッション性の高さで人気を集める。海外にも進出しており、オニツカタイガーが、特に欧米とタイで人気を集めている。シューズの他、スポーツウェア、アウトドア用品等の製造販売、輸入等も行っている。

東京五輪が開催される2020年末まで、国内最高位スポンサーである「ゴールドパートナー」の契約を東京オリンピック・パラリンピック競技大会組織委員会と結んだ。

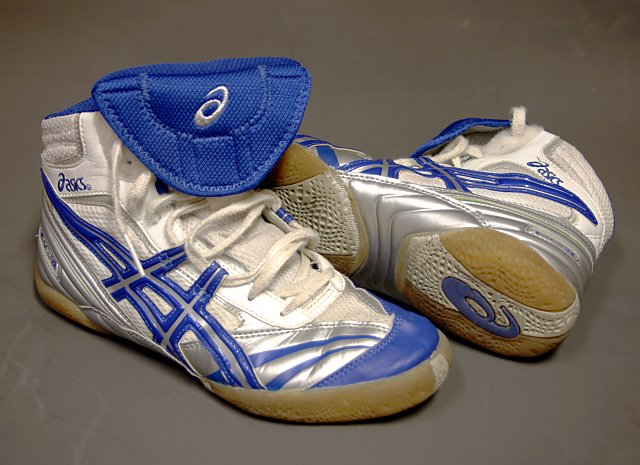
レスリングシューズ「SPLIT SECOND 5」
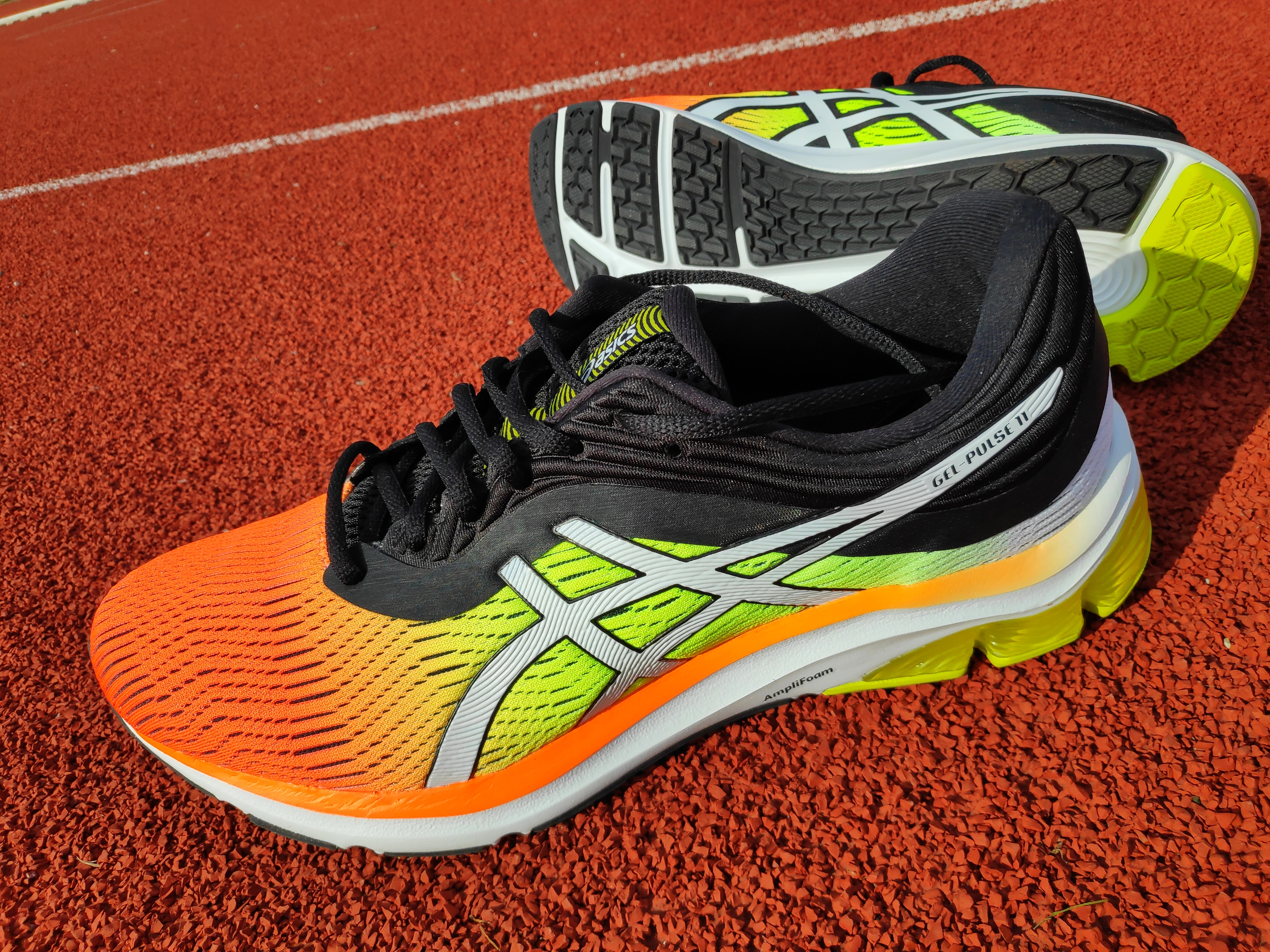
ランニングシューズ「Gel-Pulse 11」
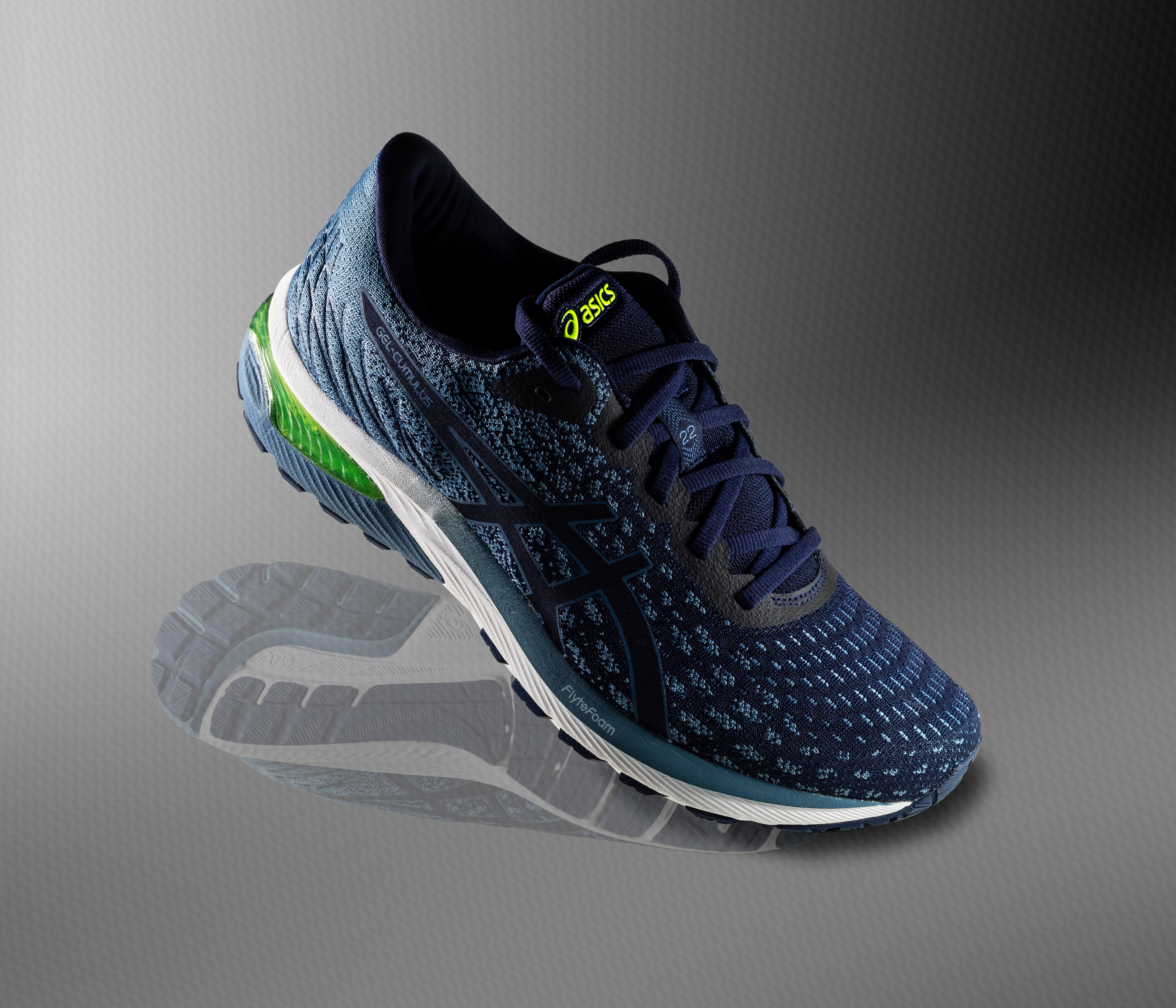
メンズランニングシューズ「Gel-Cumulus 22」

## 社名由来
古代ローマの詩人ユウェナリスの残したラテン語の句「Anima Sana in Corpore Sano」（もし神に祈るならば『健全な身体に健全な精神があれかし』と祈るべきだ）の頭文字を繋げた「ASICS」を社名としている。

## 歴史

### オニツカ

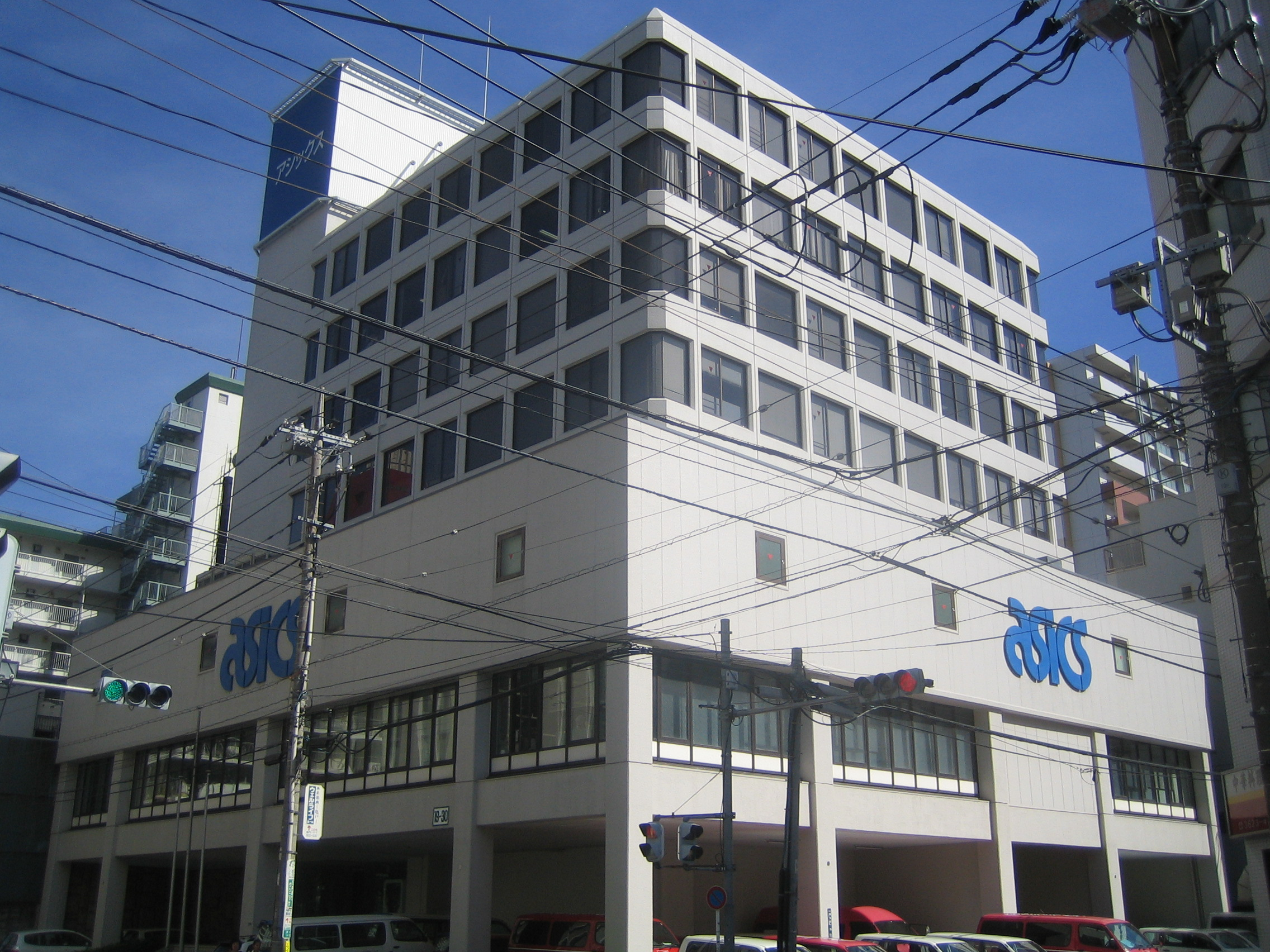
旧・アシックス関東支社社屋（東京都墨田区錦糸）

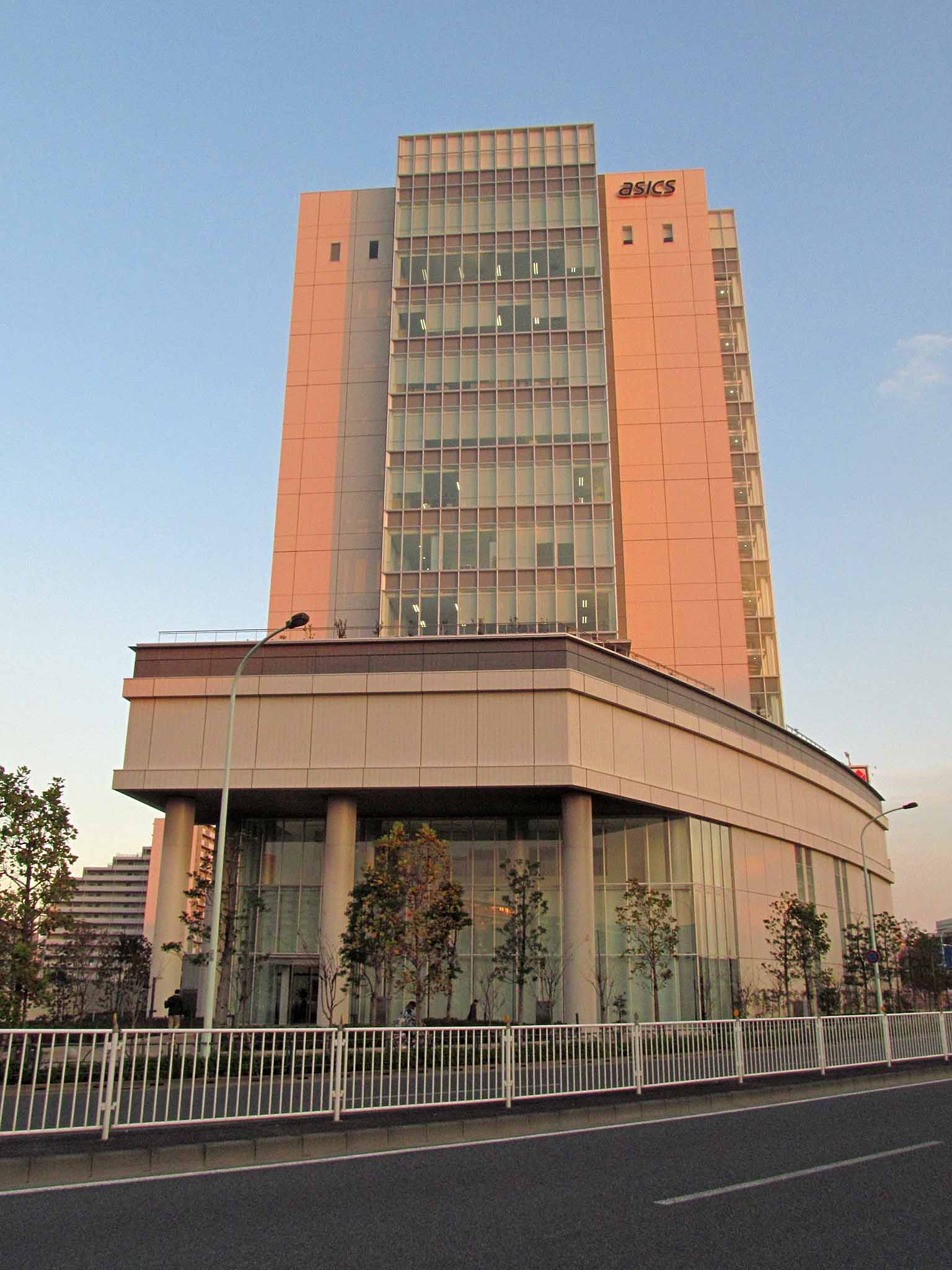
旧アシックスジャパン本社社屋（東京都江東区新砂）

1949年3月、鬼塚喜八郎が神戸市で鬼塚商会を設立し、同年9月に改組し鬼塚株式会社を設立する。1950年、最初の競技用スポーツシューズ「バスケットボールシューズ」を発売する。
1953年、兵庫県神戸市長田区に専門直営工場タイガーゴム工業所を設立する。同年にマラソンシューズの開発を開始。1959年には靴底に針ほどの小さな穴を開け、空気と熱を外に逃がすエアーベント式を開発しマラソンランナーにとって最大の敵だった足のマメができにくい魔法の靴として絶賛されたマジックランナーを発売。1956年にオニツカタイガーがメルボルンオリンピック日本選手団用のトレーニングシューズとして正式採用され、スポーツ界での知名度はさらに高まった。
1957年、タイガーゴム工業所を組織変更しオニツカ株式会社を設立する。1958年（昭和33年）、鬼塚株式会社、販売子会社の東京鬼塚株式会社をオニツカ株式会社が吸収合併し統合する。
1961年、毎日マラソン出場のために来日したアベベ・ビキラを鬼塚はホテルまで訪問し「裸足と同じぐらい軽い靴を提供するからぜひ履いてくれ」と説得し、シューズを提供。アベベはその靴を履いて毎日マラソンで優勝。1964年の東京オリンピックでは、オニツカの靴を履いた選手が体操、レスリング、バレーボール、マラソンなどの競技で金メダル20個、銀メダル16個、銅メダル10個の合計46個を獲得。
1963年、株式額面変更のため当時休眠会社の中央産業株式会社（1943年5月27日設立）にオニツカ株式会社が吸収合併され、同日に中央産業株式会社はオニツカ株式会社に商号変更した。1964年2月に神戸証券取引所、同年4月には大阪証券取引所第2部に上場を果たすが、オリンピック景気の落ち込みに対し経営危機となり、1966年には取引先に対し約束手形の支払を繰り延べてもらう事態も生じていたと後に鬼塚は語っている。またこの年、現在まで使用される「タイガーライン」が初めてシューズに装着された。
1966年、それまではオリンピックごとに新たなオニツカマークを発表していたが、社内公募を経てこの年に「メキシコライン（現アシックスストライプ）」が採用された。以後はこのラインが定着し、ブランドを象徴するデザインとなる。
1969年、「コルテッツ」を、後にナイキとなるアメリカ販売代理店 BRS社が販売を開始する。
1972年5月に東京証券取引所第2部、1974年には同1部に指定替えとなった。1975年、西ドイツに現地法人「オニツカタイガーGmbH」を設立し、ヨーロッパ市場に進出する。
1976年（昭和51年）、モントリオール・オリンピックにて5,000mでの優勝後、ミリ単位でソールの微調整を依頼し10,000mでも金メダルを獲得したフィンランド代表のラッセ・ビレン選手が脱いだシューズに感謝するかのように両手に掲げてウイニングランを行い、この一件が世界各国で報じられ大きなPR効果をもたらした。

### ジィティオ
1948年、株式会社寺西源三商店が大阪府八尾市で設立される。1963年、社名を株式会社ジィティに改称する。ハンモックやスポーツ用ネットに始まり、登山用品やフィッシングウエア及びスキーウエアなどの事業を展開する。
1968年、株式会社ヤングマンと合併し、社名を株式会社ジィティヤングに改称する。1974年、株式会社ジィティオに改称する。1975年、大阪証券取引所第二部に上場する。

### ジェレンク
1952年、臼井一馬が臼井メリヤス製作所を福井県武生市（現越前市）で設立する。スポーツウエアと野球ストッキングを「ケーユーユニオン」ブランドで製造する。
1962年、臼井メリヤス製作所が改組し、大阪市天王寺区に臼井繊維工業株式会社を設立する。1969年、臼井繊維工業株式会社が社名をジェレンク株式会社に改称する。

### 3社の対等合併
1977年、スポーツシューズメーカーのオニツカ株式会社、スポーツウェアメーカーの株式会社ジィティオ、ニットウェアメーカーのジェレンク株式会社の3社が対等合併し、総合スポーツ用品メーカー株式会社アシックスが発足する。
1985年、神戸市のポートアイランドに地下1階から地上8階建て敷地面積6,600㎡の新本社ビルを建設。
1990年、アシックススポーツ工学研究所・人財開発センターが竣工。敷地面積は1万6,000㎡で、研究所内には陸上トラックやプールの他、二種類のテニスコートや実験用体育館など生体工学の見地からスポーツを研究する設備と約100人分の宿泊施設と各種研究施設を完備。黒岩守が入社。
2002年、アシックスの誕生と同時にワンブランド制が導入され封印されていたオニツカタイガーブランドが当時のトレンドだったレトロブームの過熱とファンの要望により復刻され再ブレイク。2003年公開の映画「キル・ビル」では主演のユマ・サーマンが劇中で着用しており、大きな話題を呼んだ。現在でも海外市場において重要なスポーツファッション分野を牽引している。
2007年、ブランドマークを現在のタイプに変更。2008年（平成20年）に世界統一のブランドスローガン「sound mind sound body（サウンド・マインド・サウンド・ボディ）」を制定し、2009年（平成21年）には創業60周年を迎えた。同年2月、皇居前を走る一般ランナー達を中心にショップやシャワーなどの施設を提供し、正しいランニングの指導や最新計測機器による最適なシューズ選びのサポートを行うアシックスストア東京を銀座にオープン。店舗内では走行中の足の運びや三次元の足形計測が可能で、シューズのカスタムオーダーも出来るなど、これまでアシックスが蓄積したノウハウや最新技術の提供を受けられる。
2010年、スウェーデンの大手アウトドア用品メーカー「ホグロフス」を買収し子会社化する。
2013年、アシックスジャパン株式会社を設立して国内事業を移管し、アシックス関越販売などの販売子会社をアシックス販売株式会社に統合して、アシックスジャパン株式会社の100％子会社にした（2016年1月、アシックス販売はアシックスジャパンへ吸収合併）。同年ブランドの再編が行われ、野球用品において長年結ばれていたローリングスとのライセンス契約を解消し、グラブ・バットなどの全野球用品を「アシックス」ブランドに統一し、「タラスブルバ」「ジェーンリバー」「メスカリート」等の自社アウトドアブランドの販売も終了した。
2015年（平成27年）、アシックスアパレル工業大牟田工場の経営権を帝人の子会社に譲渡する。
2019年東京都江東区豊洲に都市型低酸素環境下トレーニング施設「ASICS Sports Complex TOKYO BAY」を開設。2022年5月には大阪府吹田市の「オアシスタウン吹田sst」内に「ASICS Sports Complex OSAKA SUITA」を開設する予定である。 2022年11月22日、フランスのランナーズサイト、njukoSASを買収。
2023年12月18日、子会社ホグロフスを香港の投資ファンド、ライオンロック・キャピタルに売却した。

## ナイキとの関係
ナイキの前身であるブルーリボンスポーツ（BRS）社は、アメリカにおけるオニツカタイガーの販売代理店であった。スタンフォード大学で経済学を学んだ後、1963年（昭和38年）に卒業旅行で日本に立ち寄ったBRSの共同創業者フィル・ナイトがオニツカシューズの品質の高さと価格の安さに感銘を受け、すぐさまオニツカ社を訪ね、アメリカでのオニツカシューズの販売を嘆願した。その後、オレゴン大学の陸上コーチであったビル・バウワーマンと共同でBRSを設立し、オニツカの輸入販売代理業務を開始した。
アメリカ西海岸地域を中心に販売は好調であったが、その後BRSはナイキブランドを創設。初期のナイキシューズ（コルテッツ等）は日本製のものがほとんどだが、これらはオニツカ社から技術者の引き抜きなどを行い、福岡のアサヒコーポレーションで生産されたものであり、事実上ライバルメーカーへの仕入の切り替えであった。その後、オニツカ側がバウワーマンが考案したデザインやモデル名をそのまま使用し続けたためにBRS社から訴訟を提起され、和解金として1億数千万円が支払われた。

## 水着
アシックスは嘗ては自社で水着など水泳用品も積極的に手がけており、日本水泳連盟から代表選手のための各種用品を提供するオフィシャルサプライヤー企業の一社に指定されていた。
もともとはイタリアのディアナ社と提携関係にあり、競泳用もディアナブランドで出していたが、1980年代以降順次自社ブランドに切り替えた。しかし、SPEEDOと袂を分かったミズノとは異なり、ディアナ社との関係は完全に解消したわけではなく、ファッション性も重視される女性向けフィットネス用の分野ではその後もディアナブランドで商品が発売された。
日本のメーカーだけに特にアジア人の身体的特徴に合った水着開発能力が評価されており、中国などアジア圏では一定のシェアを誇った。専門の社員選手がいるというわけではないが、背泳ぎの中村礼子（東京スイミングセンター）と各種サポート契約を結んでおり、中村も商品開発に一定の協力を行っていた。
しかし2022年に経営トップが交代すると、事業分野の聖域なき見直しが行われ、これに伴い同年いっぱいで日本水泳連盟とのサプライヤー契約を終了させた。これによりアシックスは水泳用品の製造・販売から全面撤退。市場の商品も在庫限りとなった。

## スポンサー契約

### 大会のパートナー契約
2017年より、ワールドアスレティックス（世界陸連）のオフィシャルパートナーとなる。
2019年から2年間、F1のレッドブル・レーシング、スクーデリア・トロ・ロッソとパートナー契約を結び、ポロシャツ、パンツ、ジャケットなどを提供。モータースポーツ業界におけるアシックスの認知度の向上を目的としている。

### 主な契約選手
- ゴルフ - 片山晋呉
- サッカー -フランコ・バレージ、ジャンルカ・ヴィアリ、アルバロ・レコバ、乾貴士、 小野伸二、川口能活、京川舞、三都主アレサンドロ、谷口博之、中山雄太、古橋亨梧[27]、冨安健洋
- 水泳 - 今井月[28]、鈴木聡美[29]、中西悠子、萩原智子
- スケートボード - 佐々木真那[30]、中村貴咲[31]、渡邊星那[32]
- ソフトテニス - 船水颯人[33]
- 体操競技 - 内村航平
- 卓球 - 石川佳純、四元奈生美
- テニス - ノバク・ジョコビッチ（シューズのみの契約[34]）、ガエル・モンフィス、スティーブ・ジョンソン、ダビド・ゴフィン、バセク・ポシュピシル、杉山愛、綿貫陽介[35]
- トレイルランニング - 荒木宏太[36]、グザビエ・テベナール[37]
- バスケットボール - 岡田優介、河村勇輝[38]、佐古賢一、篠山竜青[39]、渡嘉敷来夢[40]、
- バレーボール - 宇佐美大輔、清水邦広、西田有志[41]、福澤達哉、柳田将洋
- ボクシング - 長谷川穂積、黒木優子
- フィールドホッケー - 田中健太[42]
- 野球 - ダルビッシュ有[43]、涌井秀章[43]、森下暢仁[43]、中崎翔太[43]、田中広輔[43]、丸佳浩[43]
- ラグビー - アニセ・サムエラ、アマナキ・レレィ・マフィ、カーン・ヘスケス、田村優[44]、トンプソン・ルーク、三上正貴、ラファエレティモシー、リーチ・マイケル[45]、レメキ・ロマノ・ラヴァ
- 陸上競技 - 井上大仁[46]、川内優輝[47]、桐生祥秀、佐藤敦之、末續慎吾[48]、醍醐直幸、有森裕子、大櫛エリカ、岡田久美子、渋井陽子、すみれ、高橋尚子、土佐礼子、中村友梨香、野口みずき、福島千里、藤永佳子、前田穂南、山縣亮太、フレッド・カーリー[49]
- レスリング - 伊調馨[50]

### ユニフォームサプライ
陸上
- 陸上競技日本代表
- 早稲田大学競走部

クリケット
- クリケットオーストラリア代表

ラグビー
- 早稲田大学ラグビー蹴球部
- ラグビーオーストラリア代表

野球
- 早稲田大学野球部

サッカー
- FC今治
- ヴィッセル神戸
- 早稲田大学ア式蹴球部

バスケットボール
- ENEOSサンフラワーズ
- 川崎ブレイブサンダース

バレーボール
- 男子日本代表チーム
- 広島サンダーズ
- 富士通カワサキレッドスピリッツ
- 近畿クラブスフィーダ
- Astemoリヴァーレ茨城
- 埼玉上尾メディックス
- クインシーズ刈谷
- 東レアローズ滋賀
- JAぎふリオレーナ

ハンドボール
- 日本代表チーム

アメリカンフットボール
- 立命館大学パンサーズ

## 商品
- ターサー - ランニングシューズ
- スカイセンサー - ランニングシューズ
- フリークス - ランニングシューズ
- マラソン80 - ランニングシューズ
- タイガーパウ - 陸上競技用スパイク
- マラップ - マラソン用軽量シューズ
- マラソンソーティ - マラソン用軽量シューズ
- CALCETTO（カルチェット） - フットサルシューズ
- DESTAQUE（デスタッキ） - フットサルシューズ
- ローテ・GELALTA（ゲルアルタ） - バレーボールシューズ
- SKY HAND（スカイハンド） - ハンドボールシューズ
- フィーノ・プレステージライト - テニスシューズ
- バード・ラッシング - バドミントンシューズ
- GELBURST・GELTRIAX・GELZONE・GELHOOPDUO - バスケットボールシューズ
- TIGRE（ティグレ）シリーズ、DS-LIGHTシリーズ、インジェクター、シャペ - サッカーシューズ
- タイガーラグ - ラグビーシューズ
- ミサイル - アメフト用シューズ
- GELSTATES - ゴルフシューズ
- パーフェクトプロ - ボウリングシューズ
- アタック - 卓球シューズ
- G-Ⅱ TREKKING - トレッキングブーツ
- ワークアウト - フィットネス、エアロビクス用シューズ
- オーダーコンポ - オリジナルユニフォーム作成システム

なお、前述のとおり野球用品はグラブの一流ブランド、米ローリングス社と2012年まで提携していた。
- オニツカタイガー - 「オニツカ」時代の主力スポーツシューズ。現在は60-70年代をイメージしたシューズ、バッグ、アパレルなどを展開。
- アシックスタイガー - 80年代-90年代に主力だったスポーツシューズ。2015年にブランド復活、「asics」ロゴも当時のものが使われている。
- ホグロフス - スウェーデン生まれのアウトドアブランド。2010年からアシックスの傘下に。
- SEED - 自然環境を配慮したシューズ。
- WHIZZER
- CHIMERA
- SALUTIS（サルティス） - フィットネスウォーキング用シューズ
- GIRO（ジーロ） - ウォーキング用オシャレ靴
- PEDALA（ペダラ） - ウォーキング用シューズ
- WALLAGE（ワラッジ） - ウォーキング用ビジネスシューズ
- TARAS BOULBA　(アウトドアブランド)（タラスブルバ）[注釈 4] - アウトドア・ライフスタイル・ウェア
- BUMDEEP（バムディープ） - スノーボードウェア
- スクスク・ワンテン - （キッズ用スニーカー）
- ナースウォーカー - （看護士用スニーカー）
- はだしウォーカー - （ウォーキング用シューズ、ショップ・マニフィカ（旧住商ホームショッピング）通販限定））
- ウィンジョブ - 安全靴（ワーキングシューズ）
- Runwalk - （走れるビジネスシューズ）

他にエアボーンなどと提携している。
陸上競技 及び長距離種目、マラソン、駅伝競走用ブランドとして金剛力士像や歌舞伎の隈取といった和柄、あるいはギリシャ神話のケーリュケイオンを用いた GONA （Great Originality of Noble Athlete の略。1987年から2000年代半ば頃まで存続） 、さらにはトレーニングウェア用ブランド∂BEZAが在り、
ユーザーにも好評だったにも関わらず、終了している。これらの復活を待望しているファンは存在する。

## 研究機関

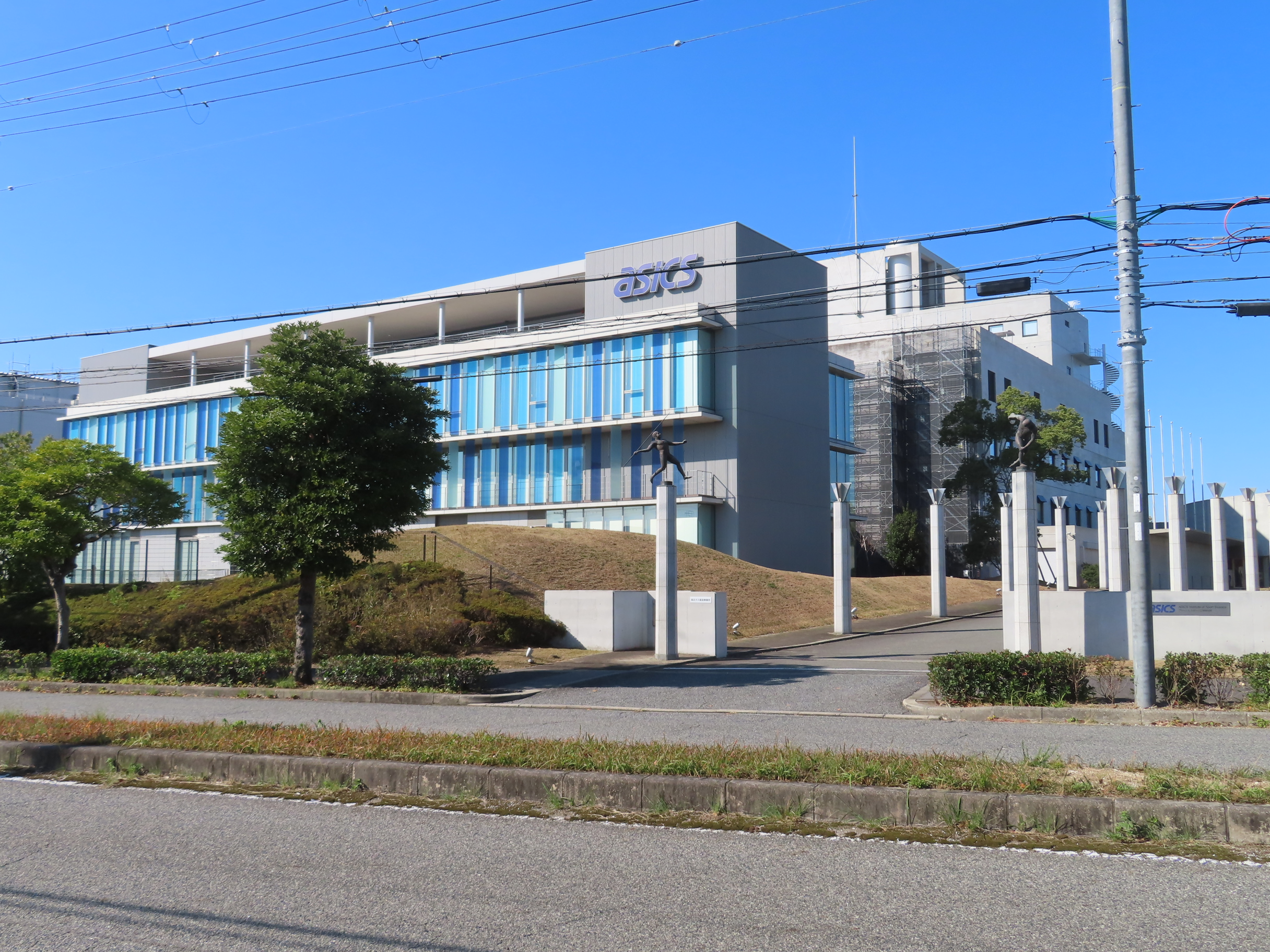
アシックススポーツ工学研究所（神戸市西区高塚台）

- アシックス スポーツ工学研究所 - 1985年（昭和60年）設立

## 批判・不祥事

### 「パタハラ」訴訟問題
- 2019年 (令和元年) 6月28日

育児休暇を取得した男性社員に対して上司や同僚がマタニティ・ハラスメント（具体的には無視や暴言、いわゆるパワハラ）をした上、復職初日に子会社へ出向命令を出し、育児休暇取得に対する制裁人事であるとして慰謝料440万円を求め、男性社員に提訴される。それに対して、アシックス側は「訴状が届いていないので、当社社員の主張についてのコメントは差し控えたい。これまで当社社員の代理人弁護士や、社外の複数の労働組合も交えて順次、誠実に交渉を続けてきたが、最終的な解決に至らずに残念だ。当社としては今後、裁判の中で事実を明らかにしていきたい」とコメントをした。
男性は2011年に同社に入社し、2013年に人事部に配属されたが、上司の飲酒運転や先輩社員の暴力について会社側に通報したことなどを契機に嫌がらせが始まり、本来の業務をさせなかったり、専門外の業務ができないことを理由に懲戒処分にするという種類のパワハラを受けたと男性側は主張している。
そして、1回目の育児休暇を出す際に、部長に相談を行うと「奥さんが働かないといけないのか」と言及し、その後無視が始まった。1回目の復職後（2016年）茨城県にある倉庫での勤務となる「アシックス物流」に半月後に出向するよう命じられたという。なお、出向を命じられた日に社内の労働組合に相談したものの、「与えられた環境で頑張ってください」と言われ、交渉してもらえなかったと明かしている。また、東京労働局に「出向は育児介護休業法違反のパタハラに当たる」と訴えるが、同局は法律違反とはいいがたいと判断したという。出向後、商品の入った段ボールの荷降ろしや検品など、肉体労働に従事することになり、1週間後に肩を痛めており、通院を余儀なくされてしまった。男性と弁護士は出向命令解除を求めたことで2016年11月に東京支社に配転となり、元の人事部に配属された。しかし、人事部では英訳など専門外の業務を求められ、会社側は男性を業務命令に従わなかったとして譴責・減給の処分とした。その後、第二子の誕生により、再び育児休暇を取る。2回目の復職後（2019年3月）は、再び人事部で英訳をし、さらに、男性1人のみが配属された障害者雇用プロジェクトに放置されることとなったが、仕事を終えても上司からの指示がない状態が続いたと言う。なお、18年に個人で加入できる社外の労組に加盟して会社と交渉してきたが満足いく回答を得られず、提訴に踏み切ったという。男性は「暗いトンネルを進んでいるような気分だった。会社はこの事件を正面から受け止めてほしい」と話した。
2021年3月29日、会社側が関係法令を踏まえて育児休業を取得しやすい職場環境の整備に努めることを表明したことなどから、東京地方裁判所で和解が成立した。

### 新疆ウイグル問題に対する声明
オーストラリア戦略政策研究所（ASPI）の報告などをきっかけに新疆ウイグル自治区での「人権侵害」に対する世界的な懸念が広まる中、2021年3月25日にアシックスの新浪微博公式アカウントが、新疆綿を継続して利用すること・「一つの中国」の原則を尊重すること・「中国に関する一切の中傷やデマ」に反対することを表明した声明を出した。同自治区産の綿花の調達を見合わせたH&M等に対して中華人民共和国内では不買運動などが呼びかけられており、当局を刺激しないようにした意図があるものと見られているが、欧米の制裁強化の動きに逆行するものであり、批判の声が上がっている。ハフポスト日本版は翌3月26日に、この声明が本社の了解を得て中国法人が出したものであることをアシックス本社の広報担当者が取材に対して認めたと報じた。
一方、微博の声明文は3月29日に削除され、同日オーストラリア放送協会（ABC）が「事前に本社からの許可を得ていないものであり、会社としての立場を示すものではない」とするハフポストの報道と異なる広報担当者のコメントや「同社の中国人従業員が書いたものだ」という消息筋からの情報を報じ、その後のハフポストの取材に対しても「広報担当者の認識が間違っていた」として同様に回答している。これを受けて、微博での声明を支持した中国人のアシックスに対する失望と怒りの声が中国メディアで報じられ、俳優の李易峰がアシックスのイメージキャラクター契約打ち切りを発表した。

## 関係会社

### 日本
- アシックスジャパン株式会社[61]（東京都江東区）
- アシックスキャピタル株式会社[61]（神戸市中央区）
- アシックスアパレル工業[61]（福井県越前市）（スポーツウエア等の製造）
- 山陰アシックス工業[61]（鳥取県境港市）（スポーツシューズ等の製造）
- アシックス商事[61]（神戸市須磨区）（シューズ製品の製造・販売、物資の販売・輸出入）
  - 主にジュニア向けの靴として有名な「TIGON」「DASH」シリーズはアシックス商事で取り扱っている。
  - 同社で製造・販売しているビジネスシューズ「texcy luxe」シリーズは、アシックスが製造・販売している「Runwalk」と同様に”走れるビジネスシューズ”を謳った商品であるが、「Runwalk」よりは低価格帯の商品が多い。
  - 2009年（平成21年）4月以降、ヤッターマンのスポンサーでもある。
- 株式会社ニシ・スポーツ[61]（東京都江東区）
- アシックススポーツファシリティーズ[61]（自治体のスポーツ施設等の施設管理事業：指定管理者運営）
- アシックストライアスサービス[61]（西宮市にてデイサービス施設を運営）

### 世界
- アシックスアメリカコーポレーション（アメリカ カリフォルニア州アーバイン）
- アシックスブラジルリミターダ（ブラジル サンパウロ）
- アシックスヨーロッパB.V.（オランダ 北ホラント州ハーレマーメール郡ホーフトドルプ）
- アシックスドイチェラントGmbH（ドイツ ノルトライン＝ヴェストファーレン州ノイス）
- アシックスフランスS.A.S（フランス エロー県モギオ）
- アシックスUKリミテッド（イギリス チェルシー）
- アシックスオセアニアPTY.LTD（オーストラリア ニューサウスウェールズ州）
- アシックスイタリアS.p.A.（イタリア ピエモンテ州クーネオ）
- アシックスアジアPTE.LTD.（シンガポール）
- アシックスコリアコーポレーション（韓国 ソウル）
- 亞瑟士(中国)商貿有限公司（中国 上海）

## 通信販売
- アシックスファミリークラブ

## テレビ番組
- 日経スペシャル カンブリア宮殿 世界が賞賛する技術力 巨人・ナイキ、アディダスに挑む日の丸メーカーアシックス（2013年5月30日、テレビ東京）- アシックス 代表取締役社長CEO（当時） 尾山基出演[62]。

## 書籍

### 関連書籍
- 『私心がないから皆が活きる アシックス・世界を駆け抜けるの記』（著者:鬼塚喜八郎）（1987年9月10日、日本実業出版社）ISBN 9784534012845
- 『アシックス鬼塚喜八郎の「経営指南」 創業50年。難路かく越えり』（著者:鬼塚喜八郎）（2000年5月29日、致知出版社）ISBN 9784884745844
- 『オニツカの遺伝子』（著者:折山淑美）（2008年7月31日、ベースボール・マガジン社 ベースボール・マガジン社新書）ISBN 9784583101002
- 『アシックス 鬼塚イズムにみる知勇兼備のリーダー像』（著者:バラエティ・アート・ワークス「まんがで学ぶ成功企業の仕事術」制作班）（2014年6月30日、朝日新聞出版）ISBN 9784022682116